# Ai Maeda
Ai Maeda (Japans: 前田 愛,Maeda Ai) (Tokio, 4 oktober 1983) is een Japans actrice.
Ze is de oudere zus van Aki Maeda. Ze begon haar carrière als model en kreeg een grote rol in het tweede deel van de succesvolle film Battle Royale. Ze speelde ook in het eerste deel, maar had daarin nog geen grote rol.

## Filmografie
- 1995:Toire no Hanako-san
- 1998:Shinsei toire no Hanako-san
- 1999:Gamera 3: Iris kakusei
- 2000:Batoru rowaiaru
- 2001:Gojira, Mosura, Kingu Gidorâ: Daikaijû sôkôgeki
- 2003:Kino no Tabi
- 2003:Batoru rowaiaru II: Chinkonka
- 2003:Guuzen nimo saiaku na shounen
- 2003:Kill Bill: Vol. 1 (stemrol)
- 2005:Azumi 2: Death or Love
- 2005:Kino no tabi: Life goes on
- 2005:Kamyu nante shiranai
- 2006:Kami no hidarite akuma no migite

- Bibliothèque nationale de France: cb161621961 (data)
- International Standard Name Identifier: 0000 0001 1499 581X
- Library of Congress Control Number: no2010010336
- MusicBrainz: bf1a114f-61e1-41f7-8daa-f25c354a7fc6
- Système universitaire de documentation: 153066148
- Virtual International Authority File: 162673139
- WorldCat: E39PBJB4hRkYkfQddxVChg3CwC